# Lista di asteroidi (424001-425000)
Di seguito una lista di asteroidi dal numero 424001 al 425000 con data di scoperta e scopritore.

## 424001-424100
| Nome     | Designazione provvisoria | Data di scoperta  | Scopritore                        |
| -------- | ------------------------ | ----------------- | --------------------------------- |
| 424001 - | 2006 VP152               | 30 settembre 2006 | Mt. Lemmon Survey                 |
| 424002 - | 2006 VH170               | 12 novembre 2006  | Mt. Lemmon Survey                 |
| 424003 - | 2006 WD3                 | 21 novembre 2006  | Mt. Lemmon Survey                 |
| 424004 - | 2006 WU52                | 16 novembre 2006  | Spacewatch                        |
| 424005 - | 2006 WK56                | 16 novembre 2006  | Spacewatch                        |
| 424006 - | 2006 WZ56                | 11 novembre 2006  | Spacewatch                        |
| 424007 - | 2006 WU80                | 20 ottobre 2006   | Mt. Lemmon Survey                 |
| 424008 - | 2006 WF83                | 18 novembre 2006  | LINEAR                            |
| 424009 - | 2006 WP93                | 12 novembre 2006  | Mt. Lemmon Survey                 |
| 424010 - | 2006 WS97                | 19 novembre 2006  | Spacewatch                        |
| 424011 - | 2006 WD101               | 19 novembre 2006  | LINEAR                            |
| 424012 - | 2006 WG111               | 11 novembre 2006  | Spacewatch                        |
| 424013 - | 2006 WZ123               | 30 settembre 2006 | Mt. Lemmon Survey                 |
| 424014 - | 2006 WU129               | 19 ottobre 2006   | CSS                               |
| 424015 - | 2006 WQ133               | 28 ottobre 2006   | Spacewatch                        |
| 424016 - | 2006 WR146               | 20 novembre 2006  | Spacewatch                        |
| 424017 - | 2006 WF191               | 22 ottobre 2006   | Mt. Lemmon Survey                 |
| 424018 - | 2006 WZ194               | 29 novembre 2006  | LINEAR                            |
| 424019 - | 2006 XM9                 | 9 dicembre 2006   | Spacewatch                        |
| 424020 - | 2006 XS13                | 10 dicembre 2006  | Spacewatch                        |
| 424021 - | 2006 XX15                | 10 dicembre 2006  | Spacewatch                        |
| 424022 - | 2006 XZ26                | 22 novembre 2006  | LINEAR                            |
| 424023 - | 2006 XY31                | 21 ottobre 2006   | Mt. Lemmon Survey                 |
| 424024 - | 2006 XK41                | 1º novembre 2006  | Mt. Lemmon Survey                 |
| 424025 - | 2006 XW46                | 13 dicembre 2006  | CSS                               |
| 424026 - | 2006 XK53                | 27 novembre 2006  | Mt. Lemmon Survey                 |
| 424027 - | 2006 XG62                | 15 dicembre 2006  | Mt. Lemmon Survey                 |
| 424028 - | 2006 XN62                | 11 dicembre 2006  | Spacewatch                        |
| 424029 - | 2006 XA72                | 13 dicembre 2006  | Mt. Lemmon Survey                 |
| 424030 - | 2006 YE7                 | 20 dicembre 2006  | NEAT                              |
| 424031 - | 2006 YU13                | 23 dicembre 2006  | Eskridge                          |
| 424032 - | 2006 YV13                | 10 dicembre 2006  | Spacewatch                        |
| 424033 - | 2006 YS17                | 22 novembre 2006  | Mt. Lemmon Survey                 |
| 424034 - | 2006 YO22                | 25 novembre 2006  | Mt. Lemmon Survey                 |
| 424035 - | 2006 YA48                | 24 dicembre 2006  | Mt. Lemmon Survey                 |
| 424036 - | 2007 AA11                | 18 novembre 2006  | Mt. Lemmon Survey                 |
| 424037 - | 2007 AH13                | 9 gennaio 2007    | Spacewatch                        |
| 424038 - | 2007 AH15                | 10 gennaio 2007   | Spacewatch                        |
| 424039 - | 2007 AH17                | 27 novembre 2006  | Mt. Lemmon Survey                 |
| 424040 - | 2007 AU20                | 10 gennaio 2007   | Spacewatch                        |
| 424041 - | 2007 AD28                | 8 gennaio 2007    | Mt. Lemmon Survey                 |
| 424042 - | 2007 AV28                | 10 gennaio 2007   | Astronomical Research Observatory |
| 424043 - | 2007 BA4                 | 23 ottobre 2006   | Mt. Lemmon Survey                 |
| 424044 - | 2007 BZ5                 | 17 gennaio 2007   | NEAT                              |
| 424045 - | 2007 BC7                 | 10 gennaio 2007   | Spacewatch                        |
| 424046 - | 2007 BU11                | 17 gennaio 2007   | Spacewatch                        |
| 424047 - | 2007 BE25                | 13 dicembre 2006  | Mt. Lemmon Survey                 |
| 424048 - | 2007 BH35                | 10 gennaio 2007   | Spacewatch                        |
| 424049 - | 2007 BW40                | 24 gennaio 2007   | CSS                               |
| 424050 - | 2007 BE42                | 24 gennaio 2007   | CSS                               |
| 424051 - | 2007 BE43                | 24 gennaio 2007   | Mt. Lemmon Survey                 |
| 424052 - | 2007 BT55                | 21 dicembre 2006  | Spacewatch                        |
| 424053 - | 2007 BE63                | 27 gennaio 2007   | Mt. Lemmon Survey                 |
| 424054 - | 2007 BP63                | 27 gennaio 2007   | Spacewatch                        |
| 424055 - | 2007 BG71                | 28 gennaio 2007   | Mt. Lemmon Survey                 |
| 424056 - | 2007 BV80                | 24 gennaio 2007   | Mt. Lemmon Survey                 |
| 424057 - | 2007 BZ101               | 27 gennaio 2007   | CSS                               |
| 424058 - | 2007 BL102               | 27 gennaio 2007   | Spacewatch                        |
| 424059 - | 2007 CU13                | 26 gennaio 2007   | Spacewatch                        |
| 424060 - | 2007 CV13                | 7 febbraio 2007   | Spacewatch                        |
| 424061 - | 2007 CT32                | 27 gennaio 2007   | Mt. Lemmon Survey                 |
| 424062 - | 2007 CE45                | 24 novembre 2006  | Mt. Lemmon Survey                 |
| 424063 - | 2007 CP46                | 8 febbraio 2007   | Mt. Lemmon Survey                 |
| 424064 - | 2007 CQ54                | 15 febbraio 2007  | Astronomical Research Observatory |
| 424065 - | 2007 CF63                | 15 febbraio 2007  | NEAT                              |
| 424066 - | 2007 CM63                | 28 gennaio 2007   | Mt. Lemmon Survey                 |
| 424067 - | 2007 CJ65                | 27 gennaio 2007   | Mt. Lemmon Survey                 |
| 424068 - | 2007 DL1                 | 15 dicembre 2006  | Mt. Lemmon Survey                 |
| 424069 - | 2007 DV1                 | 16 febbraio 2007  | Mt. Lemmon Survey                 |
| 424070 - | 2007 DB2                 | 16 febbraio 2007  | Mt. Lemmon Survey                 |
| 424071 - | 2007 DA11                | 17 febbraio 2007  | Spacewatch                        |
| 424072 - | 2007 DF16                | 17 febbraio 2007  | Spacewatch                        |
| 424073 - | 2007 DY18                | 28 gennaio 2007   | Mt. Lemmon Survey                 |
| 424074 - | 2007 DA21                | 17 febbraio 2007  | Spacewatch                        |
| 424075 - | 2007 DZ22                | 27 gennaio 2007   | Mt. Lemmon Survey                 |
| 424076 - | 2007 DV27                | 17 febbraio 2007  | Spacewatch                        |
| 424077 - | 2007 DR30                | 17 febbraio 2007  | Spacewatch                        |
| 424078 - | 2007 DN31                | 17 febbraio 2007  | Spacewatch                        |
| 424079 - | 2007 DZ31                | 17 febbraio 2007  | Spacewatch                        |
| 424080 - | 2007 DU35                | 17 febbraio 2007  | Spacewatch                        |
| 424081 - | 2007 DS39                | 9 febbraio 2007   | Spacewatch                        |
| 424082 - | 2007 DY39                | 13 dicembre 2006  | Spacewatch                        |
| 424083 - | 2007 DR40                | 21 febbraio 2007  | CSS                               |
| 424084 - | 2007 DN48                | 28 gennaio 2007   | Mt. Lemmon Survey                 |
| 424085 - | 2007 DP53                | 19 febbraio 2007  | Mt. Lemmon Survey                 |
| 424086 - | 2007 DY71                | 21 febbraio 2007  | Spacewatch                        |
| 424087 - | 2007 DU73                | 21 febbraio 2007  | Spacewatch                        |
| 424088 - | 2007 DQ82                | 23 febbraio 2007  | CSS                               |
| 424089 - | 2007 DU103               | 25 febbraio 2007  | Mt. Lemmon Survey                 |
| 424090 - | 2007 DH104               | 26 febbraio 2007  | CSS                               |
| 424091 - | 2007 DO109               | 17 febbraio 2007  | Spacewatch                        |
| 424092 - | 2007 DW109               | 23 febbraio 2007  | Mt. Lemmon Survey                 |
| 424093 - | 2007 DF112               | 26 febbraio 2007  | Mt. Lemmon Survey                 |
| 424094 - | 2007 EC9                 | 9 marzo 2007      | Mt. Lemmon Survey                 |
| 424095 - | 2007 EP10                | 25 febbraio 2007  | Mt. Lemmon Survey                 |
| 424096 - | 2007 EJ11                | 8 febbraio 2007   | Spacewatch                        |
| 424097 - | 2007 EQ12                | 9 marzo 2007      | NEAT                              |
| 424098 - | 2007 EY12                | 17 febbraio 2007  | Spacewatch                        |
| 424099 - | 2007 EU16                | 9 marzo 2007      | Spacewatch                        |
| 424100 - | 2007 EO19                | 10 marzo 2007     | Mt. Lemmon Survey                 |

## 424101-424200
| Nome             | Designazione provvisoria | Data di scoperta  | Scopritore           |
| ---------------- | ------------------------ | ----------------- | -------------------- |
| 424101 -         | 2007 ER23                | 10 marzo 2007     | Mt. Lemmon Survey    |
| 424102 -         | 2007 EB27                | 11 marzo 2007     | Ries, W.             |
| 424103 -         | 2007 EO27                | 28 agosto 2005    | Spacewatch           |
| 424104 -         | 2007 ES43                | 9 marzo 2007      | Spacewatch           |
| 424105 -         | 2007 EQ46                | 9 marzo 2007      | Mt. Lemmon Survey    |
| 424106 -         | 2007 EU60                | 9 febbraio 2007   | Spacewatch           |
| 424107 -         | 2007 EH66                | 10 marzo 2007     | Spacewatch           |
| 424108 -         | 2007 EB72                | 10 marzo 2007     | Spacewatch           |
| 424109 -         | 2007 EM83                | 12 marzo 2007     | Spacewatch           |
| 424110 -         | 2007 EF91                | 9 marzo 2007      | Mt. Lemmon Survey    |
| 424111 -         | 2007 EZ92                | 10 marzo 2007     | Mt. Lemmon Survey    |
| 424112 -         | 2007 EP94                | 10 marzo 2007     | Mt. Lemmon Survey    |
| 424113 -         | 2007 ER97                | 11 marzo 2007     | Spacewatch           |
| 424114 -         | 2007 EU102               | 11 marzo 2007     | Spacewatch           |
| 424115 -         | 2007 EP107               | 11 marzo 2007     | Spacewatch           |
| 424116 -         | 2007 EU111               | 11 marzo 2007     | Spacewatch           |
| 424117 -         | 2007 EG113               | 27 gennaio 2007   | Mt. Lemmon Survey    |
| 424118 -         | 2007 EL117               | 13 marzo 2007     | Mt. Lemmon Survey    |
| 424119 -         | 2007 EJ119               | 13 marzo 2007     | Mt. Lemmon Survey    |
| 424120 -         | 2007 ET119               | 13 marzo 2007     | Mt. Lemmon Survey    |
| 424121 -         | 2007 EB138               | 11 marzo 2007     | Spacewatch           |
| 424122 -         | 2007 EP144               | 12 marzo 2007     | Mt. Lemmon Survey    |
| 424123 -         | 2007 EL147               | 26 febbraio 2007  | Mt. Lemmon Survey    |
| 424124 -         | 2007 ER150               | 12 marzo 2007     | Mt. Lemmon Survey    |
| 424125 -         | 2007 ES172               | 14 marzo 2007     | Spacewatch           |
| 424126 -         | 2007 EY175               | 14 marzo 2007     | Spacewatch           |
| 424127 -         | 2007 EL178               | 14 marzo 2007     | Spacewatch           |
| 424128 -         | 2007 EY187               | 15 marzo 2007     | CSS                  |
| 424129 -         | 2007 EY205               | 12 marzo 2007     | Mt. Lemmon Survey    |
| 424130 -         | 2007 EG221               | 14 marzo 2007     | Mt. Lemmon Survey    |
| 424131 -         | 2007 FZ                  | 27 novembre 2006  | Mt. Lemmon Survey    |
| 424132 -         | 2007 FZ5                 | 18 settembre 1995 | Spacewatch           |
| 424133 -         | 2007 FA13                | 19 marzo 2007     | CSS                  |
| 424134 -         | 2007 FK22                | 26 febbraio 2007  | Mt. Lemmon Survey    |
| 424135 -         | 2007 FV23                | 20 marzo 2007     | Spacewatch           |
| 424136 -         | 2007 FS27                | 20 marzo 2007     | Mt. Lemmon Survey    |
| 424137 -         | 2007 FU36                | 26 marzo 2007     | Spacewatch           |
| 424138 -         | 2007 FN38                | 26 marzo 2007     | CSS                  |
| 424139 -         | 2007 FC41                | 20 marzo 2007     | LONEOS               |
| 424140 -         | 2007 FL46                | 26 marzo 2007     | Mt. Lemmon Survey    |
| 424141 -         | 2007 GN                  | 7 aprile 2007     | Mt. Lemmon Survey    |
| 424142 -         | 2007 GQ1                 | 11 marzo 2007     | Mt. Lemmon Survey    |
| 424143 -         | 2007 GV2                 | 7 aprile 2007     | Mt. Lemmon Survey    |
| 424144 -         | 2007 GM6                 | 16 marzo 2007     | Mt. Lemmon Survey    |
| 424145 -         | 2007 GY14                | 11 aprile 2007    | CSS                  |
| 424146 -         | 2007 GC16                | 17 marzo 2007     | LONEOS               |
| 424147 -         | 2007 GU16                | 11 aprile 2007    | Spacewatch           |
| 424148 -         | 2007 GY22                | 11 aprile 2007    | Mt. Lemmon Survey    |
| 424149 -         | 2007 GR23                | 11 aprile 2007    | Mt. Lemmon Survey    |
| 424150 -         | 2007 GH28                | 25 febbraio 2007  | Mt. Lemmon Survey    |
| 424151 -         | 2007 GF35                | 14 aprile 2007    | Spacewatch           |
| 424152 -         | 2007 GH41                | 14 aprile 2007    | Spacewatch           |
| 424153 -         | 2007 GY41                | 14 aprile 2007    | Spacewatch           |
| 424154 -         | 2007 GW42                | 14 aprile 2007    | Spacewatch           |
| 424155 -         | 2007 GT45                | 14 aprile 2007    | Spacewatch           |
| 424156 -         | 2007 GP57                | 15 marzo 2007     | Spacewatch           |
| 424157 -         | 2007 GY67                | 15 aprile 2007    | Spacewatch           |
| 424158 -         | 2007 GX74                | 14 aprile 2007    | CSS                  |
| 424159 -         | 2007 HO5                 | 14 aprile 2007    | Spacewatch           |
| 424160 -         | 2007 HP5                 | 26 febbraio 2007  | Mt. Lemmon Survey    |
| 424161 -         | 2007 HG6                 | 16 aprile 2007    | CSS                  |
| 424162 -         | 2007 HL14                | 19 aprile 2007    | Spacewatch           |
| 424163 -         | 2007 HX21                | 18 aprile 2007    | Spacewatch           |
| 424164 -         | 2007 HG23                | 18 aprile 2007    | Spacewatch           |
| 424165 -         | 2007 HX36                | 19 aprile 2007    | Spacewatch           |
| 424166 -         | 2007 HB40                | 20 aprile 2007    | Mt. Lemmon Survey    |
| 424167 -         | 2007 HR43                | 22 aprile 2007    | Mt. Lemmon Survey    |
| 424168 -         | 2007 HY43                | 22 aprile 2007    | Mt. Lemmon Survey    |
| 424169 -         | 2007 HO44                | 18 aprile 2007    | Mt. Lemmon Survey    |
| 424170 -         | 2007 HJ45                | 18 aprile 2007    | Spacewatch           |
| 424171 -         | 2007 HC55                | 22 aprile 2007    | Spacewatch           |
| 424172 -         | 2007 HQ57                | 22 aprile 2007    | Mt. Lemmon Survey    |
| 424173 -         | 2007 HY57                | 23 aprile 2007    | Spacewatch           |
| 424174 -         | 2007 HX58                | 23 aprile 2007    | CSS                  |
| 424175 -         | 2007 HD74                | 22 aprile 2007    | Spacewatch           |
| 424176 -         | 2007 HA77                | 23 aprile 2007    | Spacewatch           |
| 424177 -         | 2007 HZ85                | 24 aprile 2007    | Spacewatch           |
| 424178 -         | 2007 HZ94                | 19 aprile 2007    | Mt. Lemmon Survey    |
| 424179 -         | 2007 HX97                | 25 aprile 2007    | Mt. Lemmon Survey    |
| 424180 -         | 2007 JL                  | 25 aprile 2007    | Mt. Lemmon Survey    |
| 424181 -         | 2007 JP                  | 7 maggio 2007     | Mt. Lemmon Survey    |
| 424182 -         | 2007 JD3                 | 25 aprile 2007    | Spacewatch           |
| 424183 -         | 2007 JD8                 | 18 aprile 2007    | Mt. Lemmon Survey    |
| 424184 -         | 2007 JX8                 | 18 ottobre 2003   | Spacewatch           |
| 424185 -         | 2007 JB11                | 18 aprile 2007    | Mt. Lemmon Survey    |
| 424186 -         | 2007 JU19                | 16 aprile 2007    | CSS                  |
| 424187 -         | 2007 JT21                | 14 aprile 2007    | Spacewatch           |
| 424188 -         | 2007 JN22                | 10 maggio 2007    | Mt. Lemmon Survey    |
| 424189 -         | 2007 JD24                | 24 aprile 2007    | Mt. Lemmon Survey    |
| 424190 -         | 2007 JF28                | 15 aprile 2007    | Spacewatch           |
| 424191 -         | 2007 JF40                | 15 aprile 2007    | CSS                  |
| 424192 -         | 2007 JB43                | 15 marzo 2007     | Mt. Lemmon Survey    |
| 424193 -         | 2007 JR45                | 11 maggio 2007    | Mt. Lemmon Survey    |
| 424194 -         | 2007 LJ2                 | 7 giugno 2007     | Spacewatch           |
| 424195 -         | 2007 LN12                | 9 giugno 2007     | Spacewatch           |
| 424196 -         | 2007 LX15                | 11 maggio 2007    | Spacewatch           |
| 424197 -         | 2007 LG32                | 15 giugno 2007    | Spacewatch           |
| 424198 -         | 2007 LX37                | 10 giugno 2007    | Siding Spring Survey |
| 424199 -         | 2007 MY6                 | 16 aprile 2007    | CSS                  |
| 424200 Tonicelia | 2007 NV1                 | 12 luglio 2007    | OAM                  |

## 424201-424300
| Nome     | Designazione provvisoria | Data di scoperta  | Scopritore             |
| -------- | ------------------------ | ----------------- | ---------------------- |
| 424201 - | 2007 OH7                 | 18 luglio 2007    | CSS                    |
| 424202 - | 2007 PU9                 | 9 agosto 2007     | LINEAR                 |
| 424203 - | 2007 PA25                | 6 agosto 2007     | Broughton, J.          |
| 424204 - | 2007 PP27                | 14 agosto 2007    | Ries, W.               |
| 424205 - | 2007 PJ32                | 8 agosto 2007     | LINEAR                 |
| 424206 - | 2007 PB33                | 9 agosto 2007     | LINEAR                 |
| 424207 - | 2007 PL42                | 9 agosto 2007     | LINEAR                 |
| 424208 - | 2007 QY                  | 17 agosto 2007    | BATTeRS                |
| 424209 - | 2007 QL10                | 23 agosto 2007    | Spacewatch             |
| 424210 - | 2007 QK16                | 23 agosto 2007    | Spacewatch             |
| 424211 - | 2007 QY17                | 24 agosto 2007    | Spacewatch             |
| 424212 - | 2007 RN4                 | 3 settembre 2007  | CSS                    |
| 424213 - | 2007 RM10                | 3 settembre 2007  | CSS                    |
| 424214 - | 2007 RF36                | 8 settembre 2007  | LONEOS                 |
| 424215 - | 2007 RH39                | 8 settembre 2007  | Mt. Lemmon Survey      |
| 424216 - | 2007 RQ50                | 7 maggio 2005     | Mt. Lemmon Survey      |
| 424217 - | 2007 RO70                | 10 settembre 2007 | Spacewatch             |
| 424218 - | 2007 RP80                | 10 settembre 2007 | Mt. Lemmon Survey      |
| 424219 - | 2007 RG92                | 10 settembre 2007 | Mt. Lemmon Survey      |
| 424220 - | 2007 RR93                | 10 settembre 2007 | Spacewatch             |
| 424221 - | 2007 RN103               | 11 settembre 2007 | CSS                    |
| 424222 - | 2007 RS105               | 11 settembre 2007 | CSS                    |
| 424223 - | 2007 RM111               | 11 settembre 2007 | Spacewatch             |
| 424224 - | 2007 RT128               | 11 marzo 2005     | Spacewatch             |
| 424225 - | 2007 RY140               | 12 settembre 2007 | LONEOS                 |
| 424226 - | 2007 RR141               | 13 settembre 2007 | LINEAR                 |
| 424227 - | 2007 RK143               | 14 settembre 2007 | LINEAR                 |
| 424228 - | 2007 RU146               | 11 settembre 2007 | CSS                    |
| 424229 - | 2007 RH150               | 14 settembre 2007 | CSS                    |
| 424230 - | 2007 RL158               | 12 settembre 2007 | CSS                    |
| 424231 - | 2007 RQ164               | 10 settembre 2007 | Spacewatch             |
| 424232 - | 2007 RX169               | 10 settembre 2007 | Spacewatch             |
| 424233 - | 2007 RA170               | 10 settembre 2007 | Spacewatch             |
| 424234 - | 2007 RG170               | 10 agosto 2007    | Spacewatch             |
| 424235 - | 2007 RR181               | 11 settembre 2007 | CSS                    |
| 424236 - | 2007 RQ194               | 12 settembre 2007 | Spacewatch             |
| 424237 - | 2007 RV198               | 13 settembre 2007 | CSS                    |
| 424238 - | 2007 RZ198               | 13 settembre 2007 | CSS                    |
| 424239 - | 2007 RB201               | 13 settembre 2007 | Spacewatch             |
| 424240 - | 2007 RV205               | 10 settembre 2007 | Spacewatch             |
| 424241 - | 2007 RN206               | 10 settembre 2007 | Spacewatch             |
| 424242 - | 2007 RW214               | 12 settembre 2007 | Spacewatch             |
| 424243 - | 2007 RP217               | 13 settembre 2007 | Spacewatch             |
| 424244 - | 2007 RJ233               | 12 settembre 2007 | CSS                    |
| 424245 - | 2007 RA253               | 13 settembre 2007 | Mt. Lemmon Survey      |
| 424246 - | 2007 RD255               | 10 settembre 2007 | Spacewatch             |
| 424247 - | 2007 RC257               | 14 settembre 2007 | CSS                    |
| 424248 - | 2007 RK268               | 15 settembre 2007 | Spacewatch             |
| 424249 - | 2007 RN275               | 6 settembre 2007  | Siding Spring Survey   |
| 424250 - | 2007 RW283               | 8 settembre 2007  | LONEOS                 |
| 424251 - | 2007 RK286               | 3 settembre 2007  | CSS                    |
| 424252 - | 2007 RP287               | 9 settembre 2007  | Spacewatch             |
| 424253 - | 2007 RG299               | 15 settembre 2007 | Spacewatch             |
| 424254 - | 2007 RL299               | 12 settembre 2007 | CSS                    |
| 424255 - | 2007 RV302               | 12 settembre 2007 | Mt. Lemmon Survey      |
| 424256 - | 2007 RM316               | 9 settembre 2007  | Spacewatch             |
| 424257 - | 2007 RH320               | 13 settembre 2007 | LINEAR                 |
| 424258 - | 2007 RD322               | 10 settembre 2007 | Spacewatch             |
| 424259 - | 2007 SY1                 | 19 settembre 2007 | Ries, W.               |
| 424260 - | 2007 SQ8                 | 18 settembre 2007 | Spacewatch             |
| 424261 - | 2007 SK9                 | 10 settembre 2007 | Spacewatch             |
| 424262 - | 2007 ST12                | 19 settembre 2007 | Spacewatch             |
| 424263 - | 2007 SY12                | 9 settembre 2007  | Spacewatch             |
| 424264 - | 2007 SD14                | 20 settembre 2007 | CSS                    |
| 424265 - | 2007 SW15                | 30 settembre 2007 | Spacewatch             |
| 424266 - | 2007 TW3                 | 5 ottobre 2007    | Ferrando, R.           |
| 424267 - | 2007 TG4                 | 9 settembre 2007  | Mt. Lemmon Survey      |
| 424268 - | 2007 TV15                | 5 ottobre 2007    | Spacewatch             |
| 424269 - | 2007 TO24                | 25 ottobre 1997   | Spacewatch             |
| 424270 - | 2007 TH27                | 4 ottobre 2007    | Spacewatch             |
| 424271 - | 2007 TE36                | 3 ottobre 2007    | PMO NEO Survey Program |
| 424272 - | 2007 TB55                | 4 ottobre 2007    | Spacewatch             |
| 424273 - | 2007 TN59                | 10 settembre 2007 | Spacewatch             |
| 424274 - | 2007 TU74                | 15 ottobre 2007   | BATTeRS                |
| 424275 - | 2007 TG84                | 12 settembre 2007 | Mt. Lemmon Survey      |
| 424276 - | 2007 TT90                | 8 ottobre 2007    | Mt. Lemmon Survey      |
| 424277 - | 2007 TF101               | 12 settembre 2007 | Mt. Lemmon Survey      |
| 424278 - | 2007 TQ101               | 8 ottobre 2007    | Mt. Lemmon Survey      |
| 424279 - | 2007 TF102               | 8 ottobre 2007    | Mt. Lemmon Survey      |
| 424280 - | 2007 TG116               | 8 ottobre 2007    | PMO NEO Survey Program |
| 424281 - | 2007 TH120               | 9 ottobre 2007    | LUSS                   |
| 424282 - | 2007 TG124               | 6 ottobre 2007    | Spacewatch             |
| 424283 - | 2007 TA131               | 7 ottobre 2007    | Mt. Lemmon Survey      |
| 424284 - | 2007 TO131               | 7 ottobre 2007    | Mt. Lemmon Survey      |
| 424285 - | 2007 TQ132               | 7 ottobre 2007    | Mt. Lemmon Survey      |
| 424286 - | 2007 TP135               | 24 agosto 2007    | Spacewatch             |
| 424287 - | 2007 TU142               | 14 ottobre 2007   | Chante-Perdrix         |
| 424288 - | 2007 TH144               | 11 settembre 2007 | Mt. Lemmon Survey      |
| 424289 - | 2007 TT159               | 10 settembre 2007 | CSS                    |
| 424290 - | 2007 TC161               | 11 ottobre 2007   | Chante-Perdrix         |
| 424291 - | 2007 TJ167               | 12 ottobre 2007   | LINEAR                 |
| 424292 - | 2007 TW170               | 12 ottobre 2007   | Chante-Perdrix         |
| 424293 - | 2007 TW213               | 7 ottobre 2007    | Spacewatch             |
| 424294 - | 2007 TG220               | 13 settembre 2007 | Mt. Lemmon Survey      |
| 424295 - | 2007 TC243               | 8 ottobre 2007    | CSS                    |
| 424296 - | 2007 TY254               | 9 ottobre 2007    | Mt. Lemmon Survey      |
| 424297 - | 2007 TH256               | 10 ottobre 2007   | Spacewatch             |
| 424298 - | 2007 TV263               | 11 ottobre 2007   | Spacewatch             |
| 424299 - | 2007 TG264               | 11 ottobre 2007   | Spacewatch             |
| 424300 - | 2007 TW266               | 9 ottobre 2007    | Spacewatch             |

## 424301-424400
| Nome     | Designazione provvisoria | Data di scoperta  | Scopritore        |
| -------- | ------------------------ | ----------------- | ----------------- |
| 424301 - | 2007 TH269               | 9 ottobre 2007    | Spacewatch        |
| 424302 - | 2007 TB273               | 9 ottobre 2007    | Spacewatch        |
| 424303 - | 2007 TH285               | 9 ottobre 2007    | Mt. Lemmon Survey |
| 424304 - | 2007 TP285               | 9 ottobre 2007    | Mt. Lemmon Survey |
| 424305 - | 2007 TH289               | 11 ottobre 2007   | Mt. Lemmon Survey |
| 424306 - | 2007 TH296               | 10 ottobre 2007   | Mt. Lemmon Survey |
| 424307 - | 2007 TG314               | 11 ottobre 2007   | Mt. Lemmon Survey |
| 424308 - | 2007 TF315               | 4 ottobre 2007    | Spacewatch        |
| 424309 - | 2007 TQ317               | 12 ottobre 2007   | Spacewatch        |
| 424310 - | 2007 TG324               | 25 settembre 2007 | Mt. Lemmon Survey |
| 424311 - | 2007 TG335               | 11 ottobre 2007   | Spacewatch        |
| 424312 - | 2007 TW363               | 14 ottobre 2007   | Mt. Lemmon Survey |
| 424313 - | 2007 TH370               | 12 ottobre 2007   | LONEOS            |
| 424314 - | 2007 TP372               | 13 ottobre 2007   | LONEOS            |
| 424315 - | 2007 TP404               | 15 ottobre 2007   | Spacewatch        |
| 424316 - | 2007 TN414               | 10 ottobre 2007   | CSS               |
| 424317 - | 2007 TY427               | 10 ottobre 2007   | Spacewatch        |
| 424318 - | 2007 TK430               | 9 ottobre 2007    | Spacewatch        |
| 424319 - | 2007 TC432               | 4 ottobre 2007    | Mt. Lemmon Survey |
| 424320 - | 2007 TZ432               | 8 ottobre 2007    | CSS               |
| 424321 - | 2007 TM446               | 9 ottobre 2007    | Spacewatch        |
| 424322 - | 2007 UR12                | 16 ottobre 2007   | CSS               |
| 424323 - | 2007 UG15                | 18 ottobre 2007   | Mt. Lemmon Survey |
| 424324 - | 2007 UM15                | 18 ottobre 2007   | Mt. Lemmon Survey |
| 424325 - | 2007 UC33                | 16 ottobre 2007   | CSS               |
| 424326 - | 2007 UL38                | 18 settembre 2007 | CSS               |
| 424327 - | 2007 UW43                | 14 settembre 2007 | Mt. Lemmon Survey |
| 424328 - | 2007 UG57                | 30 ottobre 2007   | Mt. Lemmon Survey |
| 424329 - | 2007 UJ57                | 30 ottobre 2007   | Mt. Lemmon Survey |
| 424330 - | 2007 UH58                | 12 aprile 2005    | Mt. Lemmon Survey |
| 424331 - | 2007 UY62                | 13 settembre 2007 | Mt. Lemmon Survey |
| 424332 - | 2007 UK81                | 12 settembre 2007 | Mt. Lemmon Survey |
| 424333 - | 2007 UE99                | 30 ottobre 2007   | Spacewatch        |
| 424334 - | 2007 UU99                | 30 ottobre 2007   | Spacewatch        |
| 424335 - | 2007 UE102               | 30 ottobre 2007   | Spacewatch        |
| 424336 - | 2007 UW103               | 30 ottobre 2007   | Spacewatch        |
| 424337 - | 2007 UM105               | 24 ottobre 2007   | Mt. Lemmon Survey |
| 424338 - | 2007 UG116               | 31 ottobre 2007   | Spacewatch        |
| 424339 - | 2007 UZ116               | 30 ottobre 2007   | Mt. Lemmon Survey |
| 424340 - | 2007 UA121               | 30 ottobre 2007   | Mt. Lemmon Survey |
| 424341 - | 2007 UD131               | 20 ottobre 2007   | Mt. Lemmon Survey |
| 424342 - | 2007 UL135               | 20 ottobre 2007   | Spacewatch        |
| 424343 - | 2007 UL136               | 19 ottobre 2007   | CSS               |
| 424344 - | 2007 VX23                | 2 novembre 2007   | Mt. Lemmon Survey |
| 424345 - | 2007 VY48                | 1º novembre 2007  | Spacewatch        |
| 424346 - | 2007 VP49                | 20 novembre 2004  | Spacewatch        |
| 424347 - | 2007 VU50                | 1º novembre 2007  | Spacewatch        |
| 424348 - | 2007 VO52                | 20 ottobre 2007   | Mt. Lemmon Survey |
| 424349 - | 2007 VX61                | 1º novembre 2007  | Spacewatch        |
| 424350 - | 2007 VR79                | 3 novembre 2007   | Spacewatch        |
| 424351 - | 2007 VS114               | 3 novembre 2007   | Spacewatch        |
| 424352 - | 2007 VJ120               | 14 settembre 2007 | Mt. Lemmon Survey |
| 424353 - | 2007 VX127               | 1º novembre 2007  | Mt. Lemmon Survey |
| 424354 - | 2007 VA129               | 1º novembre 2007  | Mt. Lemmon Survey |
| 424355 - | 2007 VU145               | 4 novembre 2007   | Spacewatch        |
| 424356 - | 2007 VE146               | 4 novembre 2007   | Spacewatch        |
| 424357 - | 2007 VM151               | 7 novembre 2007   | Spacewatch        |
| 424358 - | 2007 VQ159               | 5 novembre 2007   | Spacewatch        |
| 424359 - | 2007 VE165               | 5 novembre 2007   | Spacewatch        |
| 424360 - | 2007 VA180               | 12 ottobre 2007   | Spacewatch        |
| 424361 - | 2007 VF181               | 7 novembre 2007   | CSS               |
| 424362 - | 2007 VT185               | 9 novembre 2007   | Mt. Lemmon Survey |
| 424363 - | 2007 VB189               | 13 novembre 2007  | BATTeRS           |
| 424364 - | 2007 VW197               | 8 novembre 2007   | Mt. Lemmon Survey |
| 424365 - | 2007 VC220               | 9 novembre 2007   | Spacewatch        |
| 424366 - | 2007 VE229               | 7 novembre 2007   | Spacewatch        |
| 424367 - | 2007 VD238               | 9 ottobre 2007    | Spacewatch        |
| 424368 - | 2007 VB244               | 2 novembre 2007   | Spacewatch        |
| 424369 - | 2007 VQ250               | 8 novembre 2007   | Mt. Lemmon Survey |
| 424370 - | 2007 VC256               | 13 novembre 2007  | Mt. Lemmon Survey |
| 424371 - | 2007 VU257               | 15 novembre 2007  | LONEOS            |
| 424372 - | 2007 VT268               | 12 novembre 2007  | LINEAR            |
| 424373 - | 2007 VY280               | 14 novembre 2007  | Spacewatch        |
| 424374 - | 2007 VW305               | 5 novembre 2007   | Mt. Lemmon Survey |
| 424375 - | 2007 VZ311               | 1º novembre 2007  | Spacewatch        |
| 424376 - | 2007 VQ326               | 4 novembre 2007   | Spacewatch        |
| 424377 - | 2007 WF4                 | 18 novembre 2007  | LINEAR            |
| 424378 - | 2007 WY6                 | 18 novembre 2007  | LINEAR            |
| 424379 - | 2007 WA11                | 17 novembre 2007  | CSS               |
| 424380 - | 2007 WO15                | 15 settembre 2007 | Mt. Lemmon Survey |
| 424381 - | 2007 WO16                | 7 marzo 1995      | Spacewatch        |
| 424382 - | 2007 WC35                | 19 novembre 2007  | Mt. Lemmon Survey |
| 424383 - | 2007 WY39                | 7 novembre 2007   | CSS               |
| 424384 - | 2007 WV48                | 20 novembre 2007  | Mt. Lemmon Survey |
| 424385 - | 2007 WB53                | 5 novembre 2007   | Spacewatch        |
| 424386 - | 2007 WU61                | 18 dicembre 2004  | Mt. Lemmon Survey |
| 424387 - | 2007 XX10                | 4 dicembre 2007   | CSS               |
| 424388 - | 2007 XY15                | 8 dicembre 2007   | OAM               |
| 424389 - | 2007 XS19                | 12 dicembre 2007  | LINEAR            |
| 424390 - | 2007 XW41                | 5 dicembre 2007   | Spacewatch        |
| 424391 - | 2007 XO54                | 14 dicembre 2007  | Mt. Lemmon Survey |
| 424392 - | 2007 YJ                  | 16 dicembre 2007  | Mt. Lemmon Survey |
| 424393 - | 2007 YP27                | 7 novembre 2007   | Mt. Lemmon Survey |
| 424394 - | 2007 YW31                | 5 dicembre 2007   | Spacewatch        |
| 424395 - | 2007 YG62                | 30 dicembre 2007  | Mt. Lemmon Survey |
| 424396 - | 2007 YT64                | 19 dicembre 2007  | Mt. Lemmon Survey |
| 424397 - | 2007 YM67                | 16 dicembre 2007  | Mt. Lemmon Survey |
| 424398 - | 2007 YV67                | 18 dicembre 2007  | Spacewatch        |
| 424399 - | 2007 YX71                | 18 dicembre 2007  | Spacewatch        |
| 424400 - | 2007 YP72                | 18 dicembre 2007  | Mt. Lemmon Survey |

## 424401-424500
| Nome              | Designazione provvisoria | Data di scoperta | Scopritore        |
| ----------------- | ------------------------ | ---------------- | ----------------- |
| 424401 -          | 2008 AB9                 | 15 dicembre 2007 | Mt. Lemmon Survey |
| 424402 -          | 2008 AT9                 | 10 gennaio 2008  | Mt. Lemmon Survey |
| 424403 -          | 2008 AL23                | 10 gennaio 2008  | Mt. Lemmon Survey |
| 424404 -          | 2008 AK25                | 10 gennaio 2008  | Mt. Lemmon Survey |
| 424405 -          | 2008 AT25                | 10 gennaio 2008  | Mt. Lemmon Survey |
| 424406 -          | 2008 AS26                | 10 gennaio 2008  | Spacewatch        |
| 424407 -          | 2008 AP27                | 10 gennaio 2008  | Mt. Lemmon Survey |
| 424408 -          | 2008 AG34                | 10 gennaio 2008  | Spacewatch        |
| 424409 -          | 2008 AR38                | 10 gennaio 2008  | Spacewatch        |
| 424410 -          | 2008 AZ39                | 10 gennaio 2008  | Mt. Lemmon Survey |
| 424411 -          | 2008 AW42                | 10 gennaio 2008  | CSS               |
| 424412 -          | 2008 AN57                | 30 dicembre 2007 | Mt. Lemmon Survey |
| 424413 -          | 2008 AJ60                | 11 gennaio 2008  | Spacewatch        |
| 424414 -          | 2008 AK67                | 11 gennaio 2008  | Spacewatch        |
| 424415 -          | 2008 AN77                | 12 gennaio 2008  | Spacewatch        |
| 424416 -          | 2008 AH80                | 12 gennaio 2008  | Spacewatch        |
| 424417 -          | 2008 AQ84                | 13 gennaio 2008  | Spacewatch        |
| 424418 -          | 2008 AP86                | 11 gennaio 2008  | Dixon, D. S.      |
| 424419 -          | 2008 AS90                | 30 dicembre 2007 | Spacewatch        |
| 424420 -          | 2008 AL92                | 1º gennaio 2008  | Spacewatch        |
| 424421 -          | 2008 AR93                | 14 gennaio 2008  | Spacewatch        |
| 424422 -          | 2008 AD109               | 30 dicembre 2007 | Spacewatch        |
| 424423 -          | 2008 AW114               | 10 gennaio 2008  | Mt. Lemmon Survey |
| 424424 -          | 2008 AA128               | 11 gennaio 2008  | Mt. Lemmon Survey |
| 424425 -          | 2008 BZ19                | 30 gennaio 2008  | Spacewatch        |
| 424426 -          | 2008 BS33                | 30 gennaio 2008  | Spacewatch        |
| 424427 -          | 2008 BW33                | 30 gennaio 2008  | CSS               |
| 424428 -          | 2008 BJ35                | 30 gennaio 2008  | Spacewatch        |
| 424429 -          | 2008 BG38                | 31 gennaio 2008  | Mt. Lemmon Survey |
| 424430 -          | 2008 BF46                | 30 gennaio 2008  | Mt. Lemmon Survey |
| 424431 -          | 2008 BW46                | 30 gennaio 2008  | Spacewatch        |
| 424432 -          | 2008 BH47                | 20 gennaio 2008  | Mt. Lemmon Survey |
| 424433 -          | 2008 CU5                 | 6 febbraio 2008  | LINEAR            |
| 424434 -          | 2008 CB7                 | 1º febbraio 2008 | Spacewatch        |
| 424435 -          | 2008 CE11                | 3 febbraio 2008  | Spacewatch        |
| 424436 -          | 2008 CG15                | 3 febbraio 2008  | Spacewatch        |
| 424437 -          | 2008 CP15                | 3 febbraio 2008  | Spacewatch        |
| 424438 -          | 2008 CU15                | 3 febbraio 2008  | Spacewatch        |
| 424439 -          | 2008 CE18                | 12 gennaio 2008  | Spacewatch        |
| 424440 -          | 2008 CR23                | 1º febbraio 2008 | Spacewatch        |
| 424441 -          | 2008 CL24                | 31 dicembre 2007 | Mt. Lemmon Survey |
| 424442 -          | 2008 CQ36                | 2 febbraio 2008  | Spacewatch        |
| 424443 -          | 2008 CE39                | 3 settembre 1999 | Spacewatch        |
| 424444 -          | 2008 CL40                | 2 febbraio 2008  | Mt. Lemmon Survey |
| 424445 -          | 2008 CA43                | 2 febbraio 2008  | Spacewatch        |
| 424446 -          | 2008 CK44                | 2 febbraio 2008  | Spacewatch        |
| 424447 -          | 2008 CQ61                | 7 febbraio 2008  | Spacewatch        |
| 424448 -          | 2008 CU62                | 8 febbraio 2008  | Spacewatch        |
| 424449 -          | 2008 CC68                | 8 febbraio 2008  | Mt. Lemmon Survey |
| 424450 -          | 2008 CE77                | 30 gennaio 2008  | CSS               |
| 424451 -          | 2008 CH77                | 6 febbraio 2008  | CSS               |
| 424452 -          | 2008 CY80                | 7 febbraio 2008  | Spacewatch        |
| 424453 -          | 2008 CW83                | 7 febbraio 2008  | Spacewatch        |
| 424454 -          | 2008 CO86                | 7 febbraio 2008  | Mt. Lemmon Survey |
| 424455 -          | 2008 CF89                | 7 febbraio 2008  | Mt. Lemmon Survey |
| 424456 -          | 2008 CC92                | 8 febbraio 2008  | Spacewatch        |
| 424457 -          | 2008 CQ92                | 8 febbraio 2008  | Spacewatch        |
| 424458 -          | 2008 CO98                | 30 gennaio 2008  | Mt. Lemmon Survey |
| 424459 -          | 2008 CD100               | 9 febbraio 2008  | Spacewatch        |
| 424460 -          | 2008 CC121               | 6 febbraio 2008  | CSS               |
| 424461 -          | 2008 CD127               | 8 febbraio 2008  | Spacewatch        |
| 424462 -          | 2008 CM131               | 31 dicembre 2007 | Mt. Lemmon Survey |
| 424463 -          | 2008 CY131               | 8 febbraio 2008  | Spacewatch        |
| 424464 -          | 2008 CF138               | 8 febbraio 2008  | Spacewatch        |
| 424465 -          | 2008 CV138               | 8 febbraio 2008  | Spacewatch        |
| 424466 -          | 2008 CW139               | 8 febbraio 2008  | CSS               |
| 424467 -          | 2008 CP150               | 10 gennaio 2008  | Mt. Lemmon Survey |
| 424468 -          | 2008 CX153               | 9 febbraio 2008  | Spacewatch        |
| 424469 -          | 2008 CS158               | 9 febbraio 2008  | Spacewatch        |
| 424470 -          | 2008 CD168               | 11 febbraio 2008 | Mt. Lemmon Survey |
| 424471 -          | 2008 CJ172               | 18 dicembre 2007 | Mt. Lemmon Survey |
| 424472 -          | 2008 CP177               | 19 novembre 2007 | Mt. Lemmon Survey |
| 424473 -          | 2008 CV191               | 2 febbraio 2008  | Spacewatch        |
| 424474 -          | 2008 CF193               | 9 febbraio 2008  | Spacewatch        |
| 424475 -          | 2008 CN198               | 12 febbraio 2008 | Spacewatch        |
| 424476 -          | 2008 CO198               | 12 febbraio 2008 | Spacewatch        |
| 424477 -          | 2008 CV205               | 2 febbraio 2008  | Spacewatch        |
| 424478 -          | 2008 CP207               | 2 febbraio 2008  | Spacewatch        |
| 424479 -          | 2008 CV210               | 2 febbraio 2008  | Spacewatch        |
| 424480 -          | 2008 CW213               | 10 febbraio 2008 | Mt. Lemmon Survey |
| 424481 -          | 2008 DV3                 | 24 febbraio 2008 | Mt. Lemmon Survey |
| (424482) 2008 DG5 | 2008 DG5                 | 28 febbraio 2008 | CSS               |
| 424483 -          | 2008 DM6                 | 24 febbraio 2008 | Mt. Lemmon Survey |
| 424484 -          | 2008 DH14                | 26 febbraio 2008 | Mt. Lemmon Survey |
| 424485 -          | 2008 DS15                | 31 dicembre 2007 | Mt. Lemmon Survey |
| 424486 -          | 2008 DT16                | 27 febbraio 2008 | Spacewatch        |
| 424487 -          | 2008 DN19                | 27 febbraio 2008 | Spacewatch        |
| 424488 -          | 2008 DP24                | 28 febbraio 2008 | Mt. Lemmon Survey |
| 424489 -          | 2008 DH28                | 24 febbraio 2008 | Ries, W.          |
| 424490 -          | 2008 DR32                | 27 febbraio 2008 | Spacewatch        |
| 424491 -          | 2008 DJ37                | 27 febbraio 2008 | Mt. Lemmon Survey |
| 424492 -          | 2008 DC38                | 27 febbraio 2008 | Spacewatch        |
| 424493 -          | 2008 DV42                | 28 febbraio 2008 | Spacewatch        |
| 424494 -          | 2008 DN43                | 28 febbraio 2008 | Mt. Lemmon Survey |
| 424495 -          | 2008 DK44                | 28 febbraio 2008 | Spacewatch        |
| 424496 -          | 2008 DO45                | 28 febbraio 2008 | Spacewatch        |
| 424497 -          | 2008 DR47                | 28 febbraio 2008 | Mt. Lemmon Survey |
| 424498 -          | 2008 DN49                | 29 febbraio 2008 | Mt. Lemmon Survey |
| 424499 -          | 2008 DA52                | 29 febbraio 2008 | Spacewatch        |
| 424500 -          | 2008 DG53                | 29 febbraio 2008 | Mt. Lemmon Survey |

## 424501-424600
| Nome     | Designazione provvisoria | Data di scoperta  | Scopritore             |
| -------- | ------------------------ | ----------------- | ---------------------- |
| 424501 - | 2008 DS64                | 28 febbraio 2008  | Mt. Lemmon Survey      |
| 424502 - | 2008 DD68                | 29 febbraio 2008  | Spacewatch             |
| 424503 - | 2008 DX69                | 24 febbraio 2008  | Spacewatch             |
| 424504 - | 2008 DX75                | 8 febbraio 2008   | Spacewatch             |
| 424505 - | 2008 DK78                | 28 febbraio 2008  | Mt. Lemmon Survey      |
| 424506 - | 2008 DQ80                | 18 febbraio 2008  | Mt. Lemmon Survey      |
| 424507 - | 2008 DZ80                | 26 febbraio 2008  | Mt. Lemmon Survey      |
| 424508 - | 2008 DC82                | 28 febbraio 2008  | Spacewatch             |
| 424509 - | 2008 EY                  | 13 febbraio 2008  | Mt. Lemmon Survey      |
| 424510 - | 2008 ED11                | 1º marzo 2008     | Spacewatch             |
| 424511 - | 2008 EU13                | 19 settembre 2006 | Spacewatch             |
| 424512 - | 2008 EH22                | 2 marzo 2008      | PMO NEO Survey Program |
| 424513 - | 2008 ES23                | 14 dicembre 2003  | Spacewatch             |
| 424514 - | 2008 EV26                | 4 marzo 2008      | CSS                    |
| 424515 - | 2008 EV32                | 1º marzo 2008     | Spacewatch             |
| 424516 - | 2008 EZ39                | 4 marzo 2008      | Spacewatch             |
| 424517 - | 2008 EJ44                | 5 marzo 2008      | Spacewatch             |
| 424518 - | 2008 EC45                | 5 marzo 2008      | Spacewatch             |
| 424519 - | 2008 EA48                | 5 marzo 2008      | Spacewatch             |
| 424520 - | 2008 EX52                | 6 marzo 2008      | Mt. Lemmon Survey      |
| 424521 - | 2008 EZ53                | 6 marzo 2008      | Mt. Lemmon Survey      |
| 424522 - | 2008 EB69                | 11 marzo 2008     | Spacewatch             |
| 424523 - | 2008 EW70                | 19 agosto 2006    | Spacewatch             |
| 424524 - | 2008 EJ71                | 6 marzo 2008      | Mt. Lemmon Survey      |
| 424525 - | 2008 EN72                | 6 marzo 2008      | Mt. Lemmon Survey      |
| 424526 - | 2008 EP76                | 7 marzo 2008      | Spacewatch             |
| 424527 - | 2008 EX86                | 30 gennaio 2008   | Mt. Lemmon Survey      |
| 424528 - | 2008 EB92                | 8 febbraio 2008   | Spacewatch             |
| 424529 - | 2008 EE92                | 3 marzo 2008      | CSS                    |
| 424530 - | 2008 EK94                | 13 febbraio 2008  | Mt. Lemmon Survey      |
| 424531 - | 2008 EB95                | 5 marzo 2008      | Mt. Lemmon Survey      |
| 424532 - | 2008 EZ97                | 15 marzo 2008     | Mt. Lemmon Survey      |
| 424533 - | 2008 EC100               | 6 marzo 2008      | CSS                    |
| 424534 - | 2008 EH100               | 2 febbraio 2008   | Spacewatch             |
| 424535 - | 2008 ET111               | 8 marzo 2008      | Spacewatch             |
| 424536 - | 2008 EH117               | 8 marzo 2008      | Spacewatch             |
| 424537 - | 2008 EF128               | 29 febbraio 2008  | Spacewatch             |
| 424538 - | 2008 EA130               | 11 marzo 2008     | Spacewatch             |
| 424539 - | 2008 EO135               | 23 novembre 2006  | Mt. Lemmon Survey      |
| 424540 - | 2008 ET135               | 11 febbraio 2008  | Mt. Lemmon Survey      |
| 424541 - | 2008 EY138               | 11 marzo 2008     | Spacewatch             |
| 424542 - | 2008 EB140               | 12 marzo 2008     | Spacewatch             |
| 424543 - | 2008 EQ141               | 9 febbraio 2008   | Spacewatch             |
| 424544 - | 2008 EH148               | 2 marzo 2008      | Spacewatch             |
| 424545 - | 2008 EN148               | 2 marzo 2008      | Spacewatch             |
| 424546 - | 2008 EP150               | 1º ottobre 2006   | Spacewatch             |
| 424547 - | 2008 EB152               | 10 marzo 2008     | Spacewatch             |
| 424548 - | 2008 EP153               | 13 marzo 2008     | Spacewatch             |
| 424549 - | 2008 EX160               | 2 marzo 2008      | Spacewatch             |
| 424550 - | 2008 ER161               | 9 marzo 2008      | Spacewatch             |
| 424551 - | 2008 EY163               | 13 marzo 2008     | Spacewatch             |
| 424552 - | 2008 EW167               | 10 marzo 2008     | Spacewatch             |
| 424553 - | 2008 FQ                  | 25 marzo 2008     | Spacewatch             |
| 424554 - | 2008 FC16                | 27 marzo 2008     | Spacewatch             |
| 424555 - | 2008 FP20                | 27 marzo 2008     | Spacewatch             |
| 424556 - | 2008 FZ25                | 27 marzo 2008     | Spacewatch             |
| 424557 - | 2008 FK36                | 28 marzo 2008     | Mt. Lemmon Survey      |
| 424558 - | 2008 FV38                | 10 marzo 2008     | Spacewatch             |
| 424559 - | 2008 FT46                | 17 dicembre 2003  | Spacewatch             |
| 424560 - | 2008 FS52                | 28 marzo 2008     | Mt. Lemmon Survey      |
| 424561 - | 2008 FE57                | 28 marzo 2008     | Mt. Lemmon Survey      |
| 424562 - | 2008 FA62                | 14 febbraio 2004  | Spacewatch             |
| 424563 - | 2008 FM62                | 27 marzo 2008     | Spacewatch             |
| 424564 - | 2008 FJ67                | 28 marzo 2008     | Mt. Lemmon Survey      |
| 424565 - | 2008 FH69                | 28 marzo 2008     | Mt. Lemmon Survey      |
| 424566 - | 2008 FH86                | 13 febbraio 2008  | Mt. Lemmon Survey      |
| 424567 - | 2008 FF95                | 29 marzo 2008     | Spacewatch             |
| 424568 - | 2008 FV96                | 29 marzo 2008     | CSS                    |
| 424569 - | 2008 FP104               | 30 marzo 2008     | Spacewatch             |
| 424570 - | 2008 FB115               | 30 gennaio 2008   | Mt. Lemmon Survey      |
| 424571 - | 2008 FN130               | 30 marzo 2008     | CSS                    |
| 424572 - | 2008 FO133               | 28 febbraio 2008  | Spacewatch             |
| 424573 - | 2008 GS                  | 2 aprile 2008     | LINEAR                 |
| 424574 - | 2008 GM3                 | 5 aprile 2008     | CSS                    |
| 424575 - | 2008 GV18                | 28 marzo 2008     | Spacewatch             |
| 424576 - | 2008 GY22                | 4 marzo 2008      | Mt. Lemmon Survey      |
| 424577 - | 2008 GD28                | 10 marzo 2008     | Spacewatch             |
| 424578 - | 2008 GW29                | 13 ottobre 2006   | Spacewatch             |
| 424579 - | 2008 GC34                | 15 marzo 2008     | Mt. Lemmon Survey      |
| 424580 - | 2008 GJ37                | 3 aprile 2008     | Spacewatch             |
| 424581 - | 2008 GO37                | 3 aprile 2008     | Spacewatch             |
| 424582 - | 2008 GZ46                | 4 aprile 2008     | Spacewatch             |
| 424583 - | 2008 GK54                | 5 aprile 2008     | Spacewatch             |
| 424584 - | 2008 GY57                | 5 aprile 2008     | Mt. Lemmon Survey      |
| 424585 - | 2008 GF58                | 5 aprile 2008     | Mt. Lemmon Survey      |
| 424586 - | 2008 GB65                | 6 aprile 2008     | Spacewatch             |
| 424587 - | 2008 GP66                | 6 aprile 2008     | Spacewatch             |
| 424588 - | 2008 GT68                | 6 aprile 2008     | Spacewatch             |
| 424589 - | 2008 GV71                | 7 aprile 2008     | Spacewatch             |
| 424590 - | 2008 GO85                | 31 marzo 2008     | Spacewatch             |
| 424591 - | 2008 GD99                | 13 marzo 2008     | Spacewatch             |
| 424592 - | 2008 GM100               | 1º aprile 2008    | Spacewatch             |
| 424593 - | 2008 GF101               | 9 aprile 2008     | Spacewatch             |
| 424594 - | 2008 GL106               | 11 aprile 2008    | Mt. Lemmon Survey      |
| 424595 - | 2008 GM118               | 11 aprile 2008    | Mt. Lemmon Survey      |
| 424596 - | 2008 GM123               | 13 aprile 2008    | Spacewatch             |
| 424597 - | 2008 GO136               | 3 aprile 2008     | Spacewatch             |
| 424598 - | 2008 GS144               | 12 febbraio 2008  | Mt. Lemmon Survey      |
| 424599 - | 2008 GR145               | 8 aprile 2008     | Spacewatch             |
| 424600 - | 2008 HT12                | 24 aprile 2008    | Spacewatch             |

## 424601-424700
| Nome     | Designazione provvisoria | Data di scoperta  | Scopritore                        |
| -------- | ------------------------ | ----------------- | --------------------------------- |
| 424601 - | 2008 HY13                | 25 aprile 2008    | Spacewatch                        |
| 424602 - | 2008 HU20                | 26 aprile 2008    | Mt. Lemmon Survey                 |
| 424603 - | 2008 HS27                | 28 aprile 2008    | Spacewatch                        |
| 424604 - | 2008 HV39                | 3 aprile 2008     | Mt. Lemmon Survey                 |
| 424605 - | 2008 HH41                | 26 aprile 2008    | CSS                               |
| 424606 - | 2008 HZ45                | 15 aprile 2008    | Spacewatch                        |
| 424607 - | 2008 HE51                | 29 aprile 2008    | Spacewatch                        |
| 424608 - | 2008 HR55                | 29 aprile 2008    | Spacewatch                        |
| 424609 - | 2008 HC68                | 25 aprile 2008    | Spacewatch                        |
| 424610 - | 2008 HZ69                | 27 aprile 2008    | Mt. Lemmon Survey                 |
| 424611 - | 2008 JD                  | 7 marzo 2008      | Mt. Lemmon Survey                 |
| 424612 - | 2008 JN4                 | 1º maggio 2008    | Spacewatch                        |
| 424613 - | 2008 JC6                 | 2 maggio 2008     | Moletai                           |
| 424614 - | 2008 JS6                 | 2 maggio 2008     | Spacewatch                        |
| 424615 - | 2008 JP12                | 3 maggio 2008     | Spacewatch                        |
| 424616 - | 2008 JH13                | 14 aprile 2008    | Mt. Lemmon Survey                 |
| 424617 - | 2008 JO15                | 2 maggio 2008     | Spacewatch                        |
| 424618 - | 2008 JZ24                | 11 maggio 2008    | Farra d'Isonzo                    |
| 424619 - | 2008 JT25                | 8 maggio 2008     | Spacewatch                        |
| 424620 - | 2008 JO26                | 3 maggio 2008     | CSS                               |
| 424621 - | 2008 JY32                | 8 maggio 2008     | Spacewatch                        |
| 424622 - | 2008 JZ36                | 5 maggio 2008     | Mt. Lemmon Survey                 |
| 424623 - | 2008 JA37                | 5 maggio 2008     | Mt. Lemmon Survey                 |
| 424624 - | 2008 JL37                | 3 maggio 2008     | Mt. Lemmon Survey                 |
| 424625 - | 2008 JF38                | 6 maggio 2008     | Mt. Lemmon Survey                 |
| 424626 - | 2008 JH39                | 15 maggio 2008    | Mt. Lemmon Survey                 |
| 424627 - | 2008 JH40                | 3 maggio 2008     | Mt. Lemmon Survey                 |
| 424628 - | 2008 KD5                 | 27 maggio 2008    | Spacewatch                        |
| 424629 - | 2008 KV5                 | 28 maggio 2008    | Spacewatch                        |
| 424630 - | 2008 KN12                | 21 dicembre 2006  | Spacewatch                        |
| 424631 - | 2008 KJ14                | 28 aprile 2008    | Mt. Lemmon Survey                 |
| 424632 - | 2008 KE18                | 28 maggio 2008    | Spacewatch                        |
| 424633 - | 2008 KK27                | 30 maggio 2008    | Spacewatch                        |
| 424634 - | 2008 KW40                | 27 aprile 2008    | Spacewatch                        |
| 424635 - | 2008 KN41                | 31 maggio 2008    | Spacewatch                        |
| 424636 - | 2008 LA3                 | 1º giugno 2008    | Spacewatch                        |
| 424637 - | 2008 LV5                 | 6 marzo 2008      | Mt. Lemmon Survey                 |
| 424638 - | 2008 LM8                 | 6 giugno 2008     | Spacewatch                        |
| 424639 - | 2008 LW9                 | 6 giugno 2008     | Spacewatch                        |
| 424640 - | 2008 LO11                | 7 giugno 2008     | Spacewatch                        |
| 424641 - | 2008 LZ12                | 29 maggio 2008    | Spacewatch                        |
| 424642 - | 2008 OA                  | 16 luglio 2008    | Astronomical Research Observatory |
| 424643 - | 2008 OD2                 | 2 giugno 2008     | Mt. Lemmon Survey                 |
| 424644 - | 2008 OC7                 | 29 luglio 2008    | Mt. Lemmon Survey                 |
| 424645 - | 2008 OV9                 | 31 luglio 2008    | OAM                               |
| 424646 - | 2008 OD21                | 29 luglio 2008    | Spacewatch                        |
| 424647 - | 2008 PY6                 | 5 agosto 2008     | OAM                               |
| 424648 - | 2008 PH18                | 7 agosto 2008     | Andrushivka                       |
| 424649 - | 2008 PG20                | 11 luglio 2008    | Siding Spring Survey              |
| 424650 - | 2008 QN11                | 21 agosto 2008    | Spacewatch                        |
| 424651 - | 2008 QX12                | 26 agosto 2008    | OAM                               |
| 424652 - | 2008 QS20                | 26 agosto 2008    | LINEAR                            |
| 424653 - | 2008 QK21                | 26 agosto 2008    | LINEAR                            |
| 424654 - | 2008 QJ23                | 26 agosto 2008    | LINEAR                            |
| 424655 - | 2008 QB33                | 31 agosto 2008    | Bickel, W.                        |
| 424656 - | 2008 QM36                | 20 agosto 2008    | Spacewatch                        |
| 424657 - | 2008 QU39                | 24 agosto 2008    | Spacewatch                        |
| 424658 - | 2008 QF41                | 21 agosto 2008    | Spacewatch                        |
| 424659 - | 2008 QU41                | 24 agosto 2008    | Spacewatch                        |
| 424660 - | 2008 QA47                | 21 febbraio 2006  | CSS                               |
| 424661 - | 2008 RS17                | 4 settembre 2008  | Spacewatch                        |
| 424662 - | 2008 RL25                | 5 settembre 2008  | Healy, D.                         |
| 424663 - | 2008 RS40                | 2 settembre 2008  | Spacewatch                        |
| 424664 - | 2008 RA43                | 2 settembre 2008  | Spacewatch                        |
| 424665 - | 2008 RC44                | 2 settembre 2008  | Spacewatch                        |
| 424666 - | 2008 RH44                | 2 settembre 2008  | Spacewatch                        |
| 424667 - | 2008 RM44                | 26 aprile 2007    | Mt. Lemmon Survey                 |
| 424668 - | 2008 RN49                | 3 settembre 2008  | Spacewatch                        |
| 424669 - | 2008 RZ57                | 3 settembre 2008  | Spacewatch                        |
| 424670 - | 2008 RN62                | 4 settembre 2008  | Spacewatch                        |
| 424671 - | 2008 RB71                | 6 settembre 2008  | Mt. Lemmon Survey                 |
| 424672 - | 2008 RT80                | 3 settembre 2008  | Spacewatch                        |
| 424673 - | 2008 RH81                | 4 settembre 2008  | Spacewatch                        |
| 424674 - | 2008 RT82                | 4 settembre 2008  | Spacewatch                        |
| 424675 - | 2008 RB94                | 6 settembre 2008  | Spacewatch                        |
| 424676 - | 2008 RD96                | 29 luglio 2008    | Spacewatch                        |
| 424677 - | 2008 RO99                | 2 settembre 2008  | Spacewatch                        |
| 424678 - | 2008 RX102               | 4 settembre 2008  | Spacewatch                        |
| 424679 - | 2008 RA104               | 5 settembre 2008  | Spacewatch                        |
| 424680 - | 2008 RJ104               | 5 settembre 2008  | Spacewatch                        |
| 424681 - | 2008 RL108               | 9 settembre 2008  | Mt. Lemmon Survey                 |
| 424682 - | 2008 RO108               | 10 settembre 2008 | Spacewatch                        |
| 424683 - | 2008 RP111               | 4 settembre 2008  | Spacewatch                        |
| 424684 - | 2008 RX111               | 4 settembre 2008  | Spacewatch                        |
| 424685 - | 2008 RQ113               | 6 settembre 2008  | Spacewatch                        |
| 424686 - | 2008 RP114               | 6 settembre 2008  | Mt. Lemmon Survey                 |
| 424687 - | 2008 RZ117               | 9 settembre 2008  | Mt. Lemmon Survey                 |
| 424688 - | 2008 RE123               | 6 settembre 2008  | Spacewatch                        |
| 424689 - | 2008 RW130               | 4 settembre 2008  | Spacewatch                        |
| 424690 - | 2008 RD136               | 4 settembre 2008  | LINEAR                            |
| 424691 - | 2008 RR140               | 9 settembre 2008  | Mt. Lemmon Survey                 |
| 424692 - | 2008 RW144               | 4 settembre 2008  | Spacewatch                        |
| 424693 - | 2008 SN9                 | 7 settembre 2008  | Mt. Lemmon Survey                 |
| 424694 - | 2008 SU9                 | 6 settembre 2008  | CSS                               |
| 424695 - | 2008 SU19                | 7 agosto 2008     | Spacewatch                        |
| 424696 - | 2008 SM26                | 19 settembre 2008 | Spacewatch                        |
| 424697 - | 2008 SS36                | 30 luglio 2008    | Spacewatch                        |
| 424698 - | 2008 SL37                | 20 settembre 2008 | Spacewatch                        |
| 424699 - | 2008 ST37                | 6 settembre 2008  | Mt. Lemmon Survey                 |
| 424700 - | 2008 SP38                | 20 settembre 2008 | Spacewatch                        |

## 424701-424800
| Nome     | Designazione provvisoria | Data di scoperta  | Scopritore        |
| -------- | ------------------------ | ----------------- | ----------------- |
| 424701 - | 2008 SY43                | 20 settembre 2008 | Spacewatch        |
| 424702 - | 2008 SH45                | 20 settembre 2008 | Spacewatch        |
| 424703 - | 2008 SC50                | 20 settembre 2008 | Mt. Lemmon Survey |
| 424704 - | 2008 ST50                | 20 settembre 2008 | Mt. Lemmon Survey |
| 424705 - | 2008 SE66                | 21 settembre 2008 | Mt. Lemmon Survey |
| 424706 - | 2008 SR68                | 21 settembre 2008 | Spacewatch        |
| 424707 - | 2008 SM86                | 20 settembre 2008 | Spacewatch        |
| 424708 - | 2008 SV92                | 21 settembre 2008 | Spacewatch        |
| 424709 - | 2008 SH100               | 21 settembre 2008 | Spacewatch        |
| 424710 - | 2008 SR103               | 21 settembre 2008 | Spacewatch        |
| 424711 - | 2008 SX108               | 21 agosto 2008    | Spacewatch        |
| 424712 - | 2008 SQ119               | 22 settembre 2008 | Mt. Lemmon Survey |
| 424713 - | 2008 SJ124               | 22 settembre 2008 | Mt. Lemmon Survey |
| 424714 - | 2008 SO125               | 22 settembre 2008 | Mt. Lemmon Survey |
| 424715 - | 2008 SV130               | 22 settembre 2008 | Spacewatch        |
| 424716 - | 2008 SP140               | 24 settembre 2008 | Mt. Lemmon Survey |
| 424717 - | 2008 SH149               | 23 settembre 2008 | Spacewatch        |
| 424718 - | 2008 SQ157               | 30 settembre 2003 | Spacewatch        |
| 424719 - | 2008 SR161               | 28 settembre 2008 | LINEAR            |
| 424720 - | 2008 SY180               | 24 settembre 2008 | Spacewatch        |
| 424721 - | 2008 SB184               | 20 settembre 2008 | Spacewatch        |
| 424722 - | 2008 SS193               | 25 settembre 2008 | Spacewatch        |
| 424723 - | 2008 SP195               | 25 settembre 2008 | Spacewatch        |
| 424724 - | 2008 SW196               | 25 settembre 2008 | Spacewatch        |
| 424725 - | 2008 SM206               | 26 settembre 2008 | Spacewatch        |
| 424726 - | 2008 SP208               | 27 settembre 2008 | Mt. Lemmon Survey |
| 424727 - | 2008 SZ226               | 12 ottobre 2004   | Spacewatch        |
| 424728 - | 2008 SL227               | 5 settembre 2008  | Spacewatch        |
| 424729 - | 2008 SX227               | 28 settembre 2008 | Mt. Lemmon Survey |
| 424730 - | 2008 SJ241               | 22 agosto 2008    | Spacewatch        |
| 424731 - | 2008 SK243               | 29 settembre 2008 | Spacewatch        |
| 424732 - | 2008 SW243               | 24 settembre 2008 | Spacewatch        |
| 424733 - | 2008 SE244               | 24 settembre 2008 | Spacewatch        |
| 424734 - | 2008 SO246               | 5 settembre 2008  | Spacewatch        |
| 424735 - | 2008 SZ250               | 24 settembre 2008 | Spacewatch        |
| 424736 - | 2008 SE251               | 24 settembre 2008 | Spacewatch        |
| 424737 - | 2008 SH254               | 22 settembre 2008 | Mt. Lemmon Survey |
| 424738 - | 2008 ST270               | 25 settembre 2008 | Spacewatch        |
| 424739 - | 2008 SR271               | 30 settembre 2008 | Mt. Lemmon Survey |
| 424740 - | 2008 SH281               | 22 settembre 2008 | Mt. Lemmon Survey |
| 424741 - | 2008 SP281               | 22 settembre 2008 | Mt. Lemmon Survey |
| 424742 - | 2008 SO286               | 22 settembre 2008 | CSS               |
| 424743 - | 2008 SC299               | 22 settembre 2008 | LINEAR            |
| 424744 - | 2008 SR300               | 23 settembre 2008 | CSS               |
| 424745 - | 2008 SX300               | 23 settembre 2008 | CSS               |
| 424746 - | 2008 SN302               | 23 settembre 2008 | Spacewatch        |
| 424747 - | 2008 SC305               | 26 settembre 2008 | Spacewatch        |
| 424748 - | 2008 SN305               | 27 settembre 2008 | Mt. Lemmon Survey |
| 424749 - | 2008 TX                  | 2 ottobre 2008    | LINEAR            |
| 424750 - | 2008 TW21                | 21 settembre 2008 | Mt. Lemmon Survey |
| 424751 - | 2008 TQ29                | 1º ottobre 2008   | Mt. Lemmon Survey |
| 424752 - | 2008 TW33                | 1º ottobre 2008   | Spacewatch        |
| 424753 - | 2008 TA35                | 1º ottobre 2008   | Mt. Lemmon Survey |
| 424754 - | 2008 TG38                | 1º ottobre 2008   | CSS               |
| 424755 - | 2008 TO42                | 1º ottobre 2008   | Mt. Lemmon Survey |
| 424756 - | 2008 TZ44                | 1º ottobre 2008   | Mt. Lemmon Survey |
| 424757 - | 2008 TJ49                | 2 ottobre 2008    | Spacewatch        |
| 424758 - | 2008 TB50                | 20 settembre 2008 | Mt. Lemmon Survey |
| 424759 - | 2008 TF59                | 2 ottobre 2008    | Spacewatch        |
| 424760 - | 2008 TM63                | 2 ottobre 2008    | Spacewatch        |
| 424761 - | 2008 TH67                | 23 settembre 2008 | Spacewatch        |
| 424762 - | 2008 TK69                | 23 settembre 2008 | Spacewatch        |
| 424763 - | 2008 TQ75                | 2 ottobre 2008    | Spacewatch        |
| 424764 - | 2008 TB77                | 2 ottobre 2008    | Mt. Lemmon Survey |
| 424765 - | 2008 TC78                | 23 settembre 2008 | Mt. Lemmon Survey |
| 424766 - | 2008 TC80                | 23 settembre 2008 | Mt. Lemmon Survey |
| 424767 - | 2008 TG81                | 2 ottobre 2008    | Mt. Lemmon Survey |
| 424768 - | 2008 TN85                | 3 ottobre 2008    | Mt. Lemmon Survey |
| 424769 - | 2008 TQ85                | 3 ottobre 2008    | Mt. Lemmon Survey |
| 424770 - | 2008 TZ88                | 26 settembre 2008 | Spacewatch        |
| 424771 - | 2008 TA91                | 3 ottobre 2008    | Spacewatch        |
| 424772 - | 2008 TE94                | 26 settembre 2008 | Spacewatch        |
| 424773 - | 2008 TK94                | 26 settembre 2008 | Spacewatch        |
| 424774 - | 2008 TJ95                | 6 ottobre 2008    | Spacewatch        |
| 424775 - | 2008 TQ101               | 6 ottobre 2008    | Spacewatch        |
| 424776 - | 2008 TB107               | 6 ottobre 2008    | Mt. Lemmon Survey |
| 424777 - | 2008 TL107               | 23 settembre 2008 | Mt. Lemmon Survey |
| 424778 - | 2008 TL115               | 6 ottobre 2008    | Mt. Lemmon Survey |
| 424779 - | 2008 TQ115               | 23 settembre 2008 | Spacewatch        |
| 424780 - | 2008 TV122               | 7 ottobre 2008    | Spacewatch        |
| 424781 - | 2008 TU129               | 8 ottobre 2008    | Mt. Lemmon Survey |
| 424782 - | 2008 TO131               | 23 settembre 2008 | Spacewatch        |
| 424783 - | 2008 TD150               | 9 ottobre 2008    | Mt. Lemmon Survey |
| 424784 - | 2008 TR150               | 26 novembre 2003  | Spacewatch        |
| 424785 - | 2008 TG155               | 9 ottobre 2008    | Mt. Lemmon Survey |
| 424786 - | 2008 TG156               | 9 ottobre 2008    | Mt. Lemmon Survey |
| 424787 - | 2008 TE160               | 1º ottobre 2008   | Spacewatch        |
| 424788 - | 2008 TK167               | 8 ottobre 2008    | Spacewatch        |
| 424789 - | 2008 TP174               | 6 ottobre 2008    | Spacewatch        |
| 424790 - | 2008 TD176               | 27 settembre 2003 | Spacewatch        |
| 424791 - | 2008 TA182               | 2 aprile 2006     | Spacewatch        |
| 424792 - | 2008 TM188               | 9 ottobre 2008    | Mt. Lemmon Survey |
| 424793 - | 2008 TP188               | 10 ottobre 2008   | Mt. Lemmon Survey |
| 424794 - | 2008 UZ13                | 17 ottobre 2008   | Spacewatch        |
| 424795 - | 2008 UE28                | 24 settembre 2008 | Mt. Lemmon Survey |
| 424796 - | 2008 UM29                | 20 ottobre 2008   | Spacewatch        |
| 424797 - | 2008 UC32                | 20 ottobre 2008   | Spacewatch        |
| 424798 - | 2008 UW34                | 6 ottobre 2008    | Mt. Lemmon Survey |
| 424799 - | 2008 UY41                | 20 ottobre 2008   | Spacewatch        |
| 424800 - | 2008 UJ50                | 21 settembre 2008 | Spacewatch        |

## 424801-424900
| Nome     | Designazione provvisoria | Data di scoperta  | Scopritore        |
| -------- | ------------------------ | ----------------- | ----------------- |
| 424801 - | 2008 UF52                | 29 settembre 2008 | Mt. Lemmon Survey |
| 424802 - | 2008 UR56                | 25 settembre 2008 | Mt. Lemmon Survey |
| 424803 - | 2008 UE61                | 21 ottobre 2008   | Spacewatch        |
| 424804 - | 2008 UV74                | 21 ottobre 2008   | Spacewatch        |
| 424805 - | 2008 UO75                | 21 ottobre 2008   | Spacewatch        |
| 424806 - | 2008 UL104               | 28 gennaio 2006   | Spacewatch        |
| 424807 - | 2008 UQ105               | 5 settembre 2008  | Spacewatch        |
| 424808 - | 2008 UB107               | 21 ottobre 2008   | Spacewatch        |
| 424809 - | 2008 UO113               | 22 ottobre 2008   | Spacewatch        |
| 424810 - | 2008 UJ115               | 22 ottobre 2008   | Spacewatch        |
| 424811 - | 2008 UJ125               | 22 ottobre 2008   | Spacewatch        |
| 424812 - | 2008 UK127               | 22 ottobre 2008   | Spacewatch        |
| 424813 - | 2008 UR128               | 23 ottobre 2008   | Spacewatch        |
| 424814 - | 2008 UX132               | 23 ottobre 2008   | Spacewatch        |
| 424815 - | 2008 UK137               | 23 ottobre 2008   | Spacewatch        |
| 424816 - | 2008 UC139               | 23 ottobre 2008   | Spacewatch        |
| 424817 - | 2008 UA141               | 23 ottobre 2008   | Spacewatch        |
| 424818 - | 2008 UB141               | 22 settembre 2008 | Mt. Lemmon Survey |
| 424819 - | 2008 UY146               | 23 ottobre 2008   | Spacewatch        |
| 424820 - | 2008 UX149               | 23 settembre 2008 | Spacewatch        |
| 424821 - | 2008 UG161               | 24 ottobre 2008   | Spacewatch        |
| 424822 - | 2008 UX161               | 24 ottobre 2008   | Spacewatch        |
| 424823 - | 2008 UF165               | 1º ottobre 2008   | Spacewatch        |
| 424824 - | 2008 UO173               | 23 settembre 2008 | Spacewatch        |
| 424825 - | 2008 UD185               | 24 ottobre 2008   | Spacewatch        |
| 424826 - | 2008 UR200               | 27 ottobre 2008   | LINEAR            |
| 424827 - | 2008 UT201               | 22 settembre 2008 | Mt. Lemmon Survey |
| 424828 - | 2008 UK210               | 23 ottobre 2008   | Spacewatch        |
| 424829 - | 2008 US217               | 25 ottobre 2008   | Spacewatch        |
| 424830 - | 2008 US229               | 25 ottobre 2008   | Spacewatch        |
| 424831 - | 2008 UP236               | 29 settembre 2008 | Mt. Lemmon Survey |
| 424832 - | 2008 UJ240               | 26 ottobre 2008   | Spacewatch        |
| 424833 - | 2008 UH241               | 26 ottobre 2008   | Spacewatch        |
| 424834 - | 2008 UJ241               | 20 agosto 2003    | CINEOS            |
| 424835 - | 2008 UW249               | 7 ottobre 2008    | Spacewatch        |
| 424836 - | 2008 UC250               | 23 settembre 2008 | Spacewatch        |
| 424837 - | 2008 UG259               | 27 ottobre 2008   | Spacewatch        |
| 424838 - | 2008 UY259               | 27 ottobre 2008   | Spacewatch        |
| 424839 - | 2008 UQ260               | 27 ottobre 2008   | Mt. Lemmon Survey |
| 424840 - | 2008 UR264               | 28 ottobre 2008   | Spacewatch        |
| 424841 - | 2008 UH274               | 28 ottobre 2008   | Spacewatch        |
| 424842 - | 2008 UA275               | 4 marzo 2006      | Mt. Lemmon Survey |
| 424843 - | 2008 UV275               | 28 ottobre 2008   | Mt. Lemmon Survey |
| 424844 - | 2008 UK276               | 29 settembre 2008 | Spacewatch        |
| 424845 - | 2008 UL276               | 28 ottobre 2008   | Mt. Lemmon Survey |
| 424846 - | 2008 UK284               | 28 ottobre 2008   | Mt. Lemmon Survey |
| 424847 - | 2008 US297               | 29 ottobre 2008   | Spacewatch        |
| 424848 - | 2008 UP299               | 29 ottobre 2008   | Spacewatch        |
| 424849 - | 2008 UK323               | 28 settembre 1997 | Spacewatch        |
| 424850 - | 2008 UO324               | 31 ottobre 2008   | Spacewatch        |
| 424851 - | 2008 UK327               | 29 ottobre 2008   | CSS               |
| 424852 - | 2008 UG335               | 22 ottobre 2008   | Spacewatch        |
| 424853 - | 2008 UQ335               | 20 ottobre 2008   | Spacewatch        |
| 424854 - | 2008 UA339               | 22 ottobre 2008   | Spacewatch        |
| 424855 - | 2008 UY342               | 31 ottobre 2008   | Spacewatch        |
| 424856 - | 2008 UG343               | 23 ottobre 2008   | Mt. Lemmon Survey |
| 424857 - | 2008 UP345               | 31 ottobre 2008   | Spacewatch        |
| 424858 - | 2008 UT355               | 26 ottobre 2008   | Mt. Lemmon Survey |
| 424859 - | 2008 UB356               | 20 ottobre 2008   | Spacewatch        |
| 424860 - | 2008 UZ357               | 25 ottobre 2008   | Spacewatch        |
| 424861 - | 2008 UH358               | 26 ottobre 2008   | Spacewatch        |
| 424862 - | 2008 UJ363               | 9 ottobre 2008    | CSS               |
| 424863 - | 2008 UG370               | 26 ottobre 2008   | Mt. Lemmon Survey |
| 424864 - | 2008 VM5                 | 1º novembre 2008  | Mt. Lemmon Survey |
| 424865 - | 2008 VH16                | 25 settembre 2008 | Spacewatch        |
| 424866 - | 2008 VL25                | 2 novembre 2008   | Spacewatch        |
| 424867 - | 2008 VG28                | 2 novembre 2008   | Spacewatch        |
| 424868 - | 2008 VC32                | 2 novembre 2008   | Mt. Lemmon Survey |
| 424869 - | 2008 VO34                | 10 ottobre 2008   | Mt. Lemmon Survey |
| 424870 - | 2008 VH38                | 2 novembre 2008   | Spacewatch        |
| 424871 - | 2008 VO52                | 23 settembre 2008 | Spacewatch        |
| 424872 - | 2008 VX52                | 25 ottobre 2008   | Spacewatch        |
| 424873 - | 2008 VX53                | 6 novembre 2008   | Mt. Lemmon Survey |
| 424874 - | 2008 VE58                | 24 ottobre 2008   | CSS               |
| 424875 - | 2008 VN69                | 8 novembre 2008   | Spacewatch        |
| 424876 - | 2008 VO69                | 8 novembre 2008   | Spacewatch        |
| 424877 - | 2008 VA71                | 9 novembre 2008   | Spacewatch        |
| 424878 - | 2008 VN71                | 8 novembre 2008   | CSS               |
| 424879 - | 2008 VB73                | 1º novembre 2008  | Mt. Lemmon Survey |
| 424880 - | 2008 VS73                | 7 novembre 2008   | Mt. Lemmon Survey |
| 424881 - | 2008 VW73                | 7 novembre 2008   | Mt. Lemmon Survey |
| 424882 - | 2008 VV76                | 2 novembre 2008   | Mt. Lemmon Survey |
| 424883 - | 2008 VE77                | 2 novembre 2008   | Mt. Lemmon Survey |
| 424884 - | 2008 VQ78                | 7 novembre 2008   | Mt. Lemmon Survey |
| 424885 - | 2008 VG79                | 2 novembre 2008   | LINEAR            |
| 424886 - | 2008 VN80                | 2 novembre 2008   | Mt. Lemmon Survey |
| 424887 - | 2008 WT10                | 22 settembre 2008 | Mt. Lemmon Survey |
| 424888 - | 2008 WV13                | 18 novembre 2008  | CSS               |
| 424889 - | 2008 WZ14                | 17 novembre 2008  | Spacewatch        |
| 424890 - | 2008 WC25                | 18 novembre 2008  | CSS               |
| 424891 - | 2008 WQ29                | 19 novembre 2008  | Spacewatch        |
| 424892 - | 2008 WH33                | 21 novembre 2008  | Ferrando, R.      |
| 424893 - | 2008 WN33                | 2 ottobre 2008    | Spacewatch        |
| 424894 - | 2008 WO37                | 17 novembre 2008  | Spacewatch        |
| 424895 - | 2008 WH38                | 17 novembre 2008  | Spacewatch        |
| 424896 - | 2008 WT38                | 27 ottobre 2008   | Spacewatch        |
| 424897 - | 2008 WZ39                | 17 novembre 2008  | Spacewatch        |
| 424898 - | 2008 WP43                | 17 novembre 2008  | Spacewatch        |
| 424899 - | 2008 WO46                | 17 novembre 2008  | Spacewatch        |
| 424900 - | 2008 WN50                | 18 novembre 2008  | Spacewatch        |

## 424901-425000
| Nome     | Designazione provvisoria | Data di scoperta  | Scopritore           |
| -------- | ------------------------ | ----------------- | -------------------- |
| 424901 - | 2008 WB51                | 9 novembre 2008   | Spacewatch           |
| 424902 - | 2008 WF55                | 23 ottobre 2008   | Mt. Lemmon Survey    |
| 424903 - | 2008 WD59                | 22 novembre 2008  | Farra d'Isonzo       |
| 424904 - | 2008 WG62                | 23 novembre 2008  | OAM                  |
| 424905 - | 2008 WX62                | 21 novembre 2008  | BATTeRS              |
| 424906 - | 2008 WE66                | 6 ottobre 2008    | Mt. Lemmon Survey    |
| 424907 - | 2008 WX67                | 18 novembre 2008  | Spacewatch           |
| 424908 - | 2008 WZ72                | 16 marzo 2005     | Mt. Lemmon Survey    |
| 424909 - | 2008 WL77                | 20 novembre 2008  | Spacewatch           |
| 424910 - | 2008 WK82                | 20 novembre 2008  | Spacewatch           |
| 424911 - | 2008 WF84                | 20 novembre 2008  | Spacewatch           |
| 424912 - | 2008 WO86                | 28 settembre 2008 | Mt. Lemmon Survey    |
| 424913 - | 2008 WP86                | 21 novembre 2008  | Mt. Lemmon Survey    |
| 424914 - | 2008 WC94                | 8 maggio 2006     | Mt. Lemmon Survey    |
| 424915 - | 2008 WB96                | 25 novembre 2008  | Cerro Burek          |
| 424916 - | 2008 WZ100               | 24 novembre 2008  | Spacewatch           |
| 424917 - | 2008 WT129               | 18 novembre 2008  | Spacewatch           |
| 424918 - | 2008 WA130               | 19 novembre 2008  | Spacewatch           |
| 424919 - | 2008 WH138               | 30 novembre 2008  | LINEAR               |
| 424920 - | 2008 XP21                | 1º dicembre 2008  | Spacewatch           |
| 424921 - | 2008 XS22                | 3 dicembre 2008   | Spacewatch           |
| 424922 - | 2008 XR23                | 30 ottobre 2008   | Spacewatch           |
| 424923 - | 2008 XR44                | 22 novembre 2008  | Spacewatch           |
| 424924 - | 2008 XK51                | 3 ottobre 2008    | Mt. Lemmon Survey    |
| 424925 - | 2008 YP4                 | 24 novembre 2008  | Mt. Lemmon Survey    |
| 424926 - | 2008 YM5                 | 19 novembre 2008  | Mt. Lemmon Survey    |
| 424927 - | 2008 YJ6                 | 22 dicembre 2008  | Kugel, F.            |
| 424928 - | 2008 YG12                | 30 novembre 2008  | Spacewatch           |
| 424929 - | 2008 YV13                | 30 novembre 2008  | Spacewatch           |
| 424930 - | 2008 YA20                | 21 dicembre 2008  | Mt. Lemmon Survey    |
| 424931 - | 2008 YQ22                | 21 dicembre 2008  | Mt. Lemmon Survey    |
| 424932 - | 2008 YP38                | 31 ottobre 2008   | Mt. Lemmon Survey    |
| 424933 - | 2008 YZ50                | 18 ottobre 2007   | Mt. Lemmon Survey    |
| 424934 - | 2008 YP59                | 30 dicembre 2008  | Spacewatch           |
| 424935 - | 2008 YU63                | 30 dicembre 2008  | Mt. Lemmon Survey    |
| 424936 - | 2008 YH65                | 30 dicembre 2008  | Mt. Lemmon Survey    |
| 424937 - | 2008 YM77                | 30 dicembre 2008  | Mt. Lemmon Survey    |
| 424938 - | 2008 YN80                | 30 dicembre 2008  | Spacewatch           |
| 424939 - | 2008 YL85                | 21 dicembre 2008  | Mt. Lemmon Survey    |
| 424940 - | 2008 YD91                | 4 dicembre 2008   | Mt. Lemmon Survey    |
| 424941 - | 2008 YV102               | 21 dicembre 2008  | Spacewatch           |
| 424942 - | 2008 YC105               | 29 dicembre 2008  | Spacewatch           |
| 424943 - | 2008 YH106               | 29 dicembre 2008  | Spacewatch           |
| 424944 - | 2008 YN106               | 29 dicembre 2008  | Spacewatch           |
| 424945 - | 2008 YT108               | 29 dicembre 2008  | Spacewatch           |
| 424946 - | 2008 YJ118               | 29 dicembre 2008  | Mt. Lemmon Survey    |
| 424947 - | 2008 YQ118               | 29 dicembre 2008  | Spacewatch           |
| 424948 - | 2008 YM124               | 30 dicembre 2008  | Spacewatch           |
| 424949 - | 2008 YW125               | 8 novembre 2008   | Mt. Lemmon Survey    |
| 424950 - | 2008 YA129               | 31 dicembre 2008  | Spacewatch           |
| 424951 - | 2008 YU136               | 30 dicembre 2008  | Spacewatch           |
| 424952 - | 2008 YY149               | 21 dicembre 2008  | Spacewatch           |
| 424953 - | 2008 YG150               | 21 dicembre 2008  | Spacewatch           |
| 424954 - | 2008 YK150               | 21 dicembre 2008  | Spacewatch           |
| 424955 - | 2008 YR158               | 30 dicembre 2008  | Mt. Lemmon Survey    |
| 424956 - | 2008 YK160               | 30 dicembre 2008  | Mt. Lemmon Survey    |
| 424957 - | 2008 YE162               | 21 dicembre 2008  | Mt. Lemmon Survey    |
| 424958 - | 2008 YL163               | 30 dicembre 2008  | Spacewatch           |
| 424959 - | 2008 YG165               | 31 dicembre 2008  | Spacewatch           |
| 424960 - | 2008 YE169               | 22 dicembre 2008  | Mt. Lemmon Survey    |
| 424961 - | 2008 YB170               | 22 dicembre 2008  | Mt. Lemmon Survey    |
| 424962 - | 2008 YO170               | 30 dicembre 2008  | Mt. Lemmon Survey    |
| 424963 - | 2009 AW3                 | 1º gennaio 2009   | Mt. Lemmon Survey    |
| 424964 - | 2009 AG5                 | 1º gennaio 2009   | Spacewatch           |
| 424965 - | 2009 AM15                | 6 gennaio 2009    | Siding Spring Survey |
| 424966 - | 2009 AH39                | 15 novembre 2007  | Mt. Lemmon Survey    |
| 424967 - | 2009 AA40                | 15 gennaio 2009   | Spacewatch           |
| 424968 - | 2009 BN1                 | 17 gennaio 2009   | Tozzi, F.            |
| 424969 - | 2009 BT5                 | 20 gennaio 2009   | Spacewatch           |
| 424970 - | 2009 BQ8                 | 7 dicembre 2008   | Mt. Lemmon Survey    |
| 424971 - | 2009 BY15                | 1º gennaio 2009   | Spacewatch           |
| 424972 - | 2009 BV20                | 16 gennaio 2009   | Mt. Lemmon Survey    |
| 424973 - | 2009 BD45                | 16 gennaio 2009   | Spacewatch           |
| 424974 - | 2009 BA49                | 16 gennaio 2009   | Mt. Lemmon Survey    |
| 424975 - | 2009 BQ55                | 16 gennaio 2009   | LUSS                 |
| 424976 - | 2009 BD73                | 21 dicembre 2008  | CSS                  |
| 424977 - | 2009 BP100               | 29 gennaio 2009   | Spacewatch           |
| 424978 - | 2009 BG106               | 25 gennaio 2009   | Spacewatch           |
| 424979 - | 2009 BR114               | 26 gennaio 2009   | Spacewatch           |
| 424980 - | 2009 BY121               | 31 gennaio 2009   | Spacewatch           |
| 424981 - | 2009 BM133               | 29 gennaio 2009   | Spacewatch           |
| 424982 - | 2009 BA153               | 31 gennaio 2009   | Spacewatch           |
| 424983 - | 2009 BR159               | 29 gennaio 2009   | Mt. Lemmon Survey    |
| 424984 - | 2009 BE161               | 31 gennaio 2009   | Mt. Lemmon Survey    |
| 424985 - | 2009 BR182               | 18 gennaio 2009   | Spacewatch           |
| 424986 - | 2009 BX187               | 17 gennaio 2009   | Spacewatch           |
| 424987 - | 2009 BB188               | 22 gennaio 2009   | LINEAR               |
| 424988 - | 2009 BS189               | 20 gennaio 2009   | LINEAR               |
| 424989 - | 2009 CF7                 | 1º febbraio 2009  | Spacewatch           |
| 424990 - | 2009 CU17                | 3 febbraio 2009   | Spacewatch           |
| 424991 - | 2009 CB19                | 3 febbraio 2009   | Mt. Lemmon Survey    |
| 424992 - | 2009 CB21                | 1º febbraio 2009  | Spacewatch           |
| 424993 - | 2009 CH30                | 1º febbraio 2009  | Mt. Lemmon Survey    |
| 424994 - | 2009 CM36                | 3 febbraio 2009   | Spacewatch           |
| 424995 - | 2009 CY37                | 14 febbraio 2009  | Kugel, F.            |
| 424996 - | 2009 CZ40                | 15 gennaio 2009   | Spacewatch           |
| 424997 - | 2009 CH45                | 9 settembre 2007  | Spacewatch           |
| 424998 - | 2009 CU48                | 14 febbraio 2009  | Mt. Lemmon Survey    |
| 424999 - | 2009 CB58                | 3 febbraio 2009   | Mt. Lemmon Survey    |
| 425000 - | 2009 CG61                | 29 gennaio 2009   | Mt. Lemmon Survey    |